# Blackmail
Blackmail (en español, Chantaje), llamada  La muchacha de Londres en España, es una película de suspense dirigida en 1929 por Alfred Hitchcock y producida por British International Pictures Ltd (después llamada Associated British Picture Corporation). 
La película Blackmail está basada en una obra de teatro de Charles Bennet (1899 - 1995) adaptada al cine por el propio Hitchcock. Existen dos versiones, una muda y una segunda sonora. Esta segunda no es sólo la primera película sonora del director, sino también la primera película sonora de la historia del cine británico.

## Argumento
Frank Webber (John Longden), detective de Scotland Yard, y Alice White (Anny Ondra, doblada por Joan Barry) son una joven pareja que vive en Londres. Alice, despechada por tener una discusión con su novio, porque ha llegado tarde a la cita que tenía con ella por su trabajo, decide salir esa noche con otro hombre, un pintor (Cyril Ritchard) que le invita a subir a su apartamento. Ella en un principio rechaza la invitación, pero acaba aceptando subir. Allí, el pintor intenta violarla y ella, en defensa propia, le mata a puñaladas. Después saldrá borrando todas sus huellas en el apartamento, pero se deja olvidados sus guantes.
Uno de esos guantes lo encontrará su novio Frank al investigar el caso al día siguiente, y lo reconoce como perteneciente a Alice. Decide ocultarlo y hablar directamente con ella. Cuando le enseña a Alice el guante y esta va a explicarse, un desconocido les aborda, con el otro guante en su poder y chantajea a Alice con contarlo todo a Scotland Yard si no le da todo lo que él le pida. Frank acusará entonces al chantajista del crimen, y todo se precipitará, siendo el British Museum escenario de un macabro suceso...

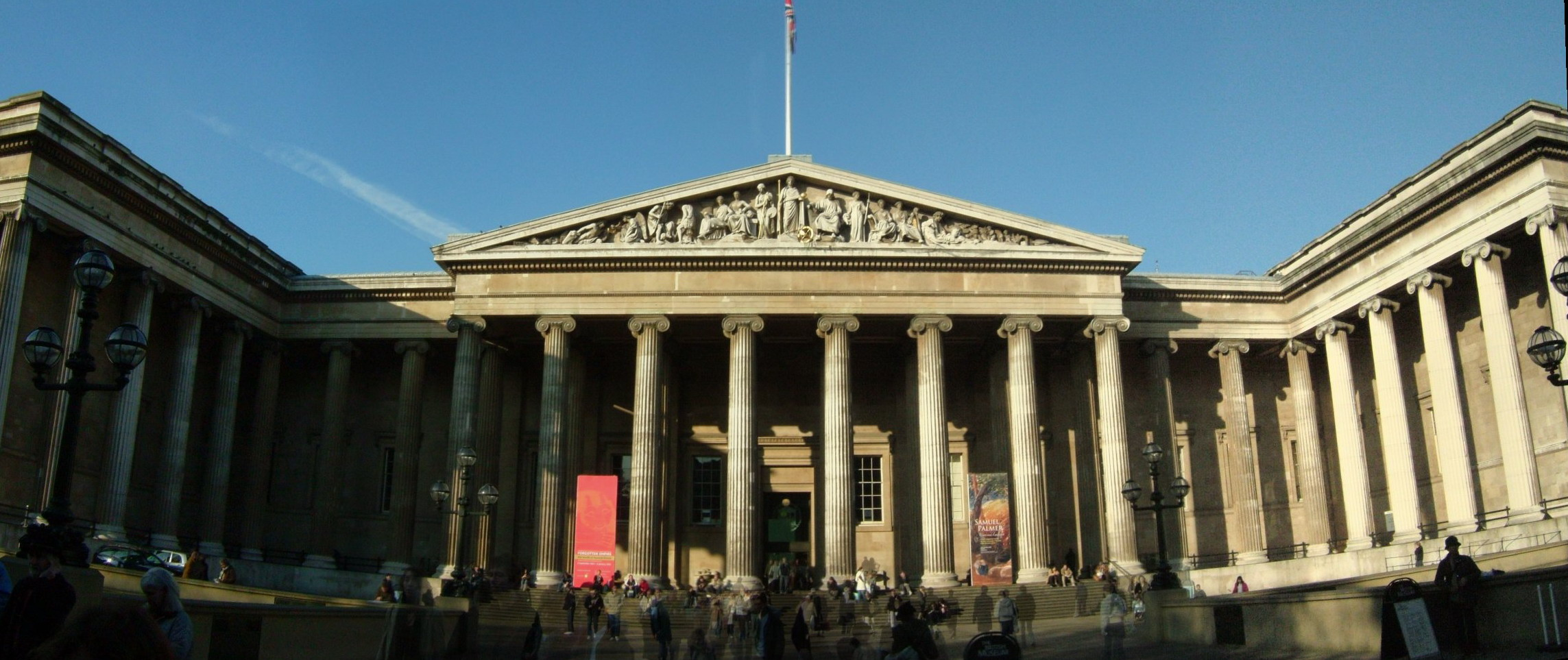
Fachada del Museo Británico, edificio en el que tiene lugar el clímax de la película.

## Reparto
- Anny Ondra: Alice White
  - Joan Barry: voz de Alice White (sin acreditar)
- Sarah Allgood: Sra. White
- Charles Patton: Sr. White
- John Longden: Frank Webber
- Donald Calthrop: Tracy
- Cyril Ritchard: el artista
- Hannah Jones: la casera
- Harvey Braban: Investigador jefe (versión sonora)
- Sam Livesey: Investigador jefe (versión muda)
- Alfred Hitchcock: hombre en metro (sin acreditar)

## Producción
Hitchcock rodó esta película originalmente como muda. Durante el rodaje, la tecnología para el sonido sincronizado, ya estrenada con éxito en Estados Unidos por Warner Brothers en la cinta El cantor de jazz (1927), llegó al Reino Unido. Los productores, entonces, pidieron a Hitchcock que la última parte de la película la rodara con sonido, pero él decidió, sin avisarles, que toda la película sería sonora. Esto podría servir para considerar a este trabajo, simultáneamente, como la última cinta muda y la primera con sonido de Hitchcock. La versión muda también se estrenaría, y de hecho gozó de mayor popularidad en Reino Unido en el momento del estreno, pero con el paso de los años, ha sido olvidada en favor de la versión sonora que es la que se distribuye mayoritariamente hoy en día, aunque la versión muda también está disponible en su integridad.
La mayoría del material de la versión muda se reutilizó en la versión sonora. Esto hace que la velocidad de filmación cambie de unas escenas a otras (personajes andando deprisa en una escena y andando a velocidad normal en la escena siguiente, por ejemplo) y que algunas escenas tengan breves diálogos mudos, sobre todo en las escenas iniciales, donde sólo se oye la música. De la versión muda, además de las escenas de diálogos y de los intertítulos, se desecharon las escenas especiales que Hitchcock realizaba en sus films mudos, en los que "dibujaba" sonidos con imágenes.
El mayor problema de Hitchcock fue el de la protagonista, Anny Ondra, con quien ya había trabajado en películas anteriores. Para la versión muda, encajaba en el papel por sus características físicas, pero tenía un marcado acento correspondiente a su origen checo-polaco que en la versión sonora no encajaba con una muchacha londinense. Se conserva en la actualidad, una de las pruebas para la versión sonora de la cinta, que es un diálogo sostenido entre Hitchcock y Ondra, en el cual ella expone que no habla bien el idioma inglés. Para solventar el problema, Hitchcock contrató a la actriz Joan Barry, que junto a un micrófono colocado junto a la cámara, leería las líneas del personaje de Anny, mientras esta movía a la vez los labios. No existiendo todavía la tecnología del doblaje como tal, esto se considera como uno de los primeros precedentes de este sistema. Joan Barry no apareció acreditada en la película, pero volvería a trabajar con Hitchcock, esta vez delante de la cámara, en la película Rich and strange de 1931 (Lo mejor es lo malo conocido o Ricos y extraños son sus títulos en países hispanohablantes).
Hitchcock utilizó un interesante efecto de sonido dentro de la película. Cuando la protagonista está desayunando con sus padres al día siguiente del crimen que cometió, que ya es conocido por la gente, una amiga charla con ellos y comenta la inconveniencia de usar un cuchillo para cometer un crimen. A medida que avanza el discurso de la vecina, se oye lo que pasa por la mente de la protagonista: las palabras se van confundiendo hasta que sólo se oye (en inglés) "cuchillo...cuchillo...cuchillo". En el último "cuchillo" se oye un grito.[cita requerida]

## Aparición de Hitchcock
Hitchcock ya había comenzado a realizar sus clásicas apariciones como extra (lo cual se llama "cameo", en idioma inglés) en sus películas, y en esta cinta puede ser visto en una escena en el metro de Londres, sentado siendo importunado por un niño que le tira del sombrero. Al ser esta una de las escenas reutilizadas de la versión muda, aparece tanto en la versión muda como en la sonora.

## Equipo técnico y artístico
Equipo técnico
- Obra original: Charles Bennet
- Diálogos: Benn Levy

Banda sonora
- Compositores: Campbell & Connelly
- Arreglos: Huberth Bath & Harry Stafford
- Interpretada por: Orquesta Sinfónica Internacional Británica
- Dirigida por: John Reynders
- Sistema de sonido: R.C.A. Photophone System